# Blåbärsbladskärare
Blåbärsbladskärare (Incurvaria oehlmanniella) är en fjärilsart som först beskrevs av Jacob Hübner 1796.  Blåbärsbladskärare ingår i släktet Incurvaria, och familjen bladskärarmalar. Arten är reproducerande i Sverige.

## Bildgalleri

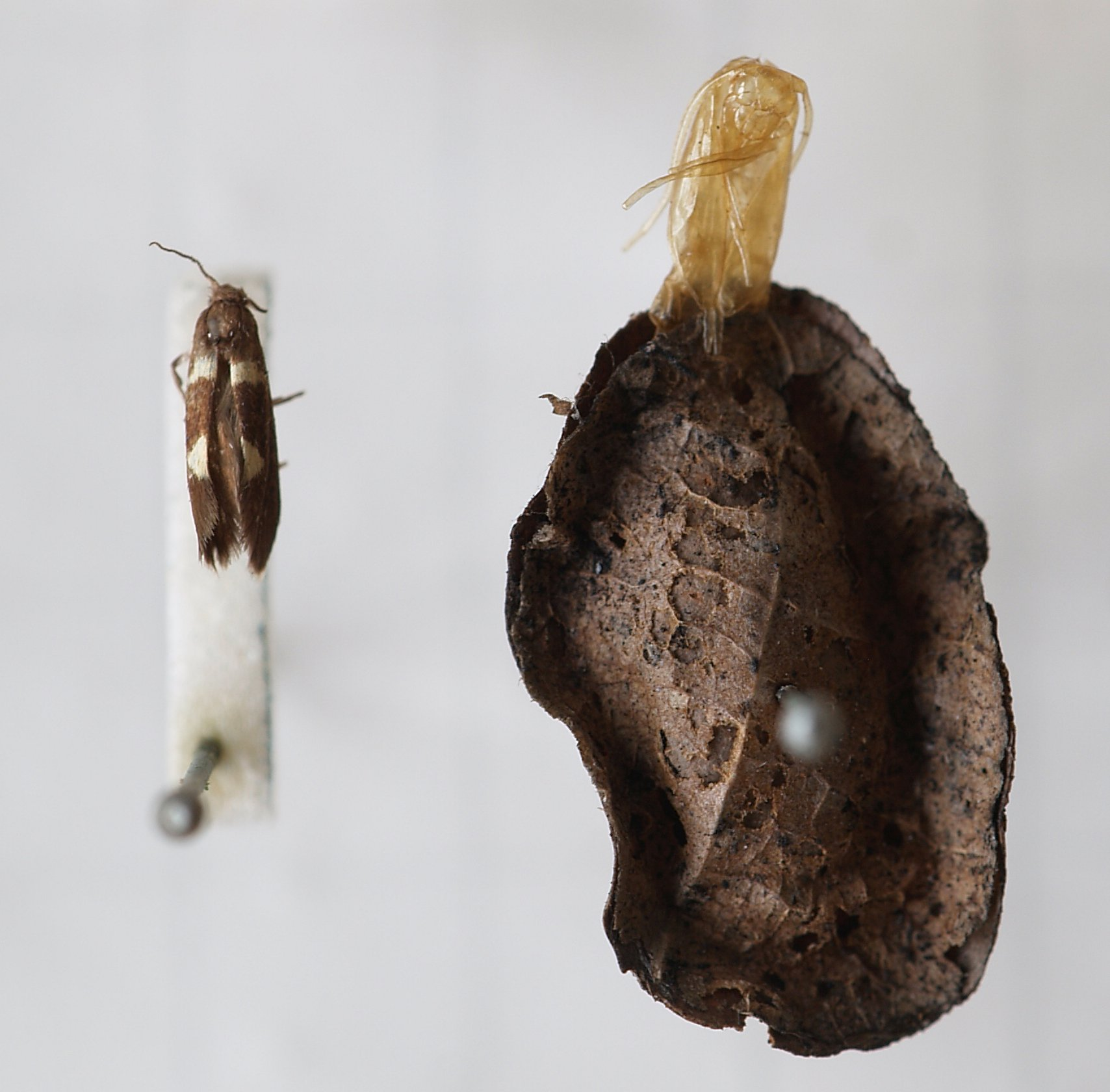